# Helmut Gollwitzer

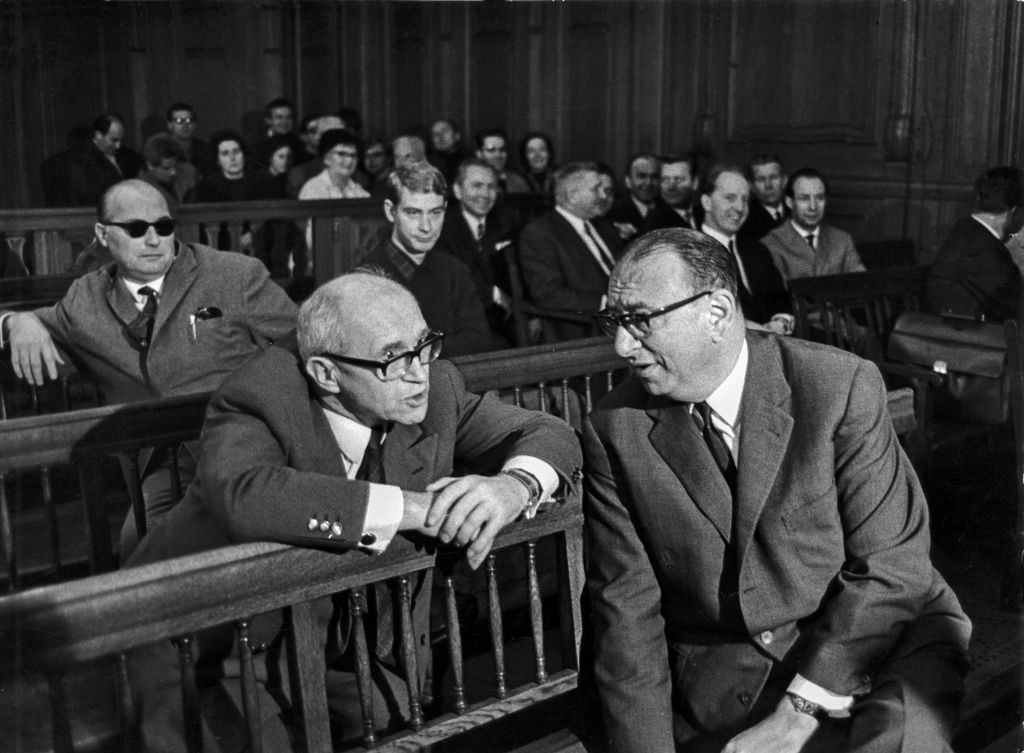
Helmut Gollwitzer & Heinrich Albertz (1967)

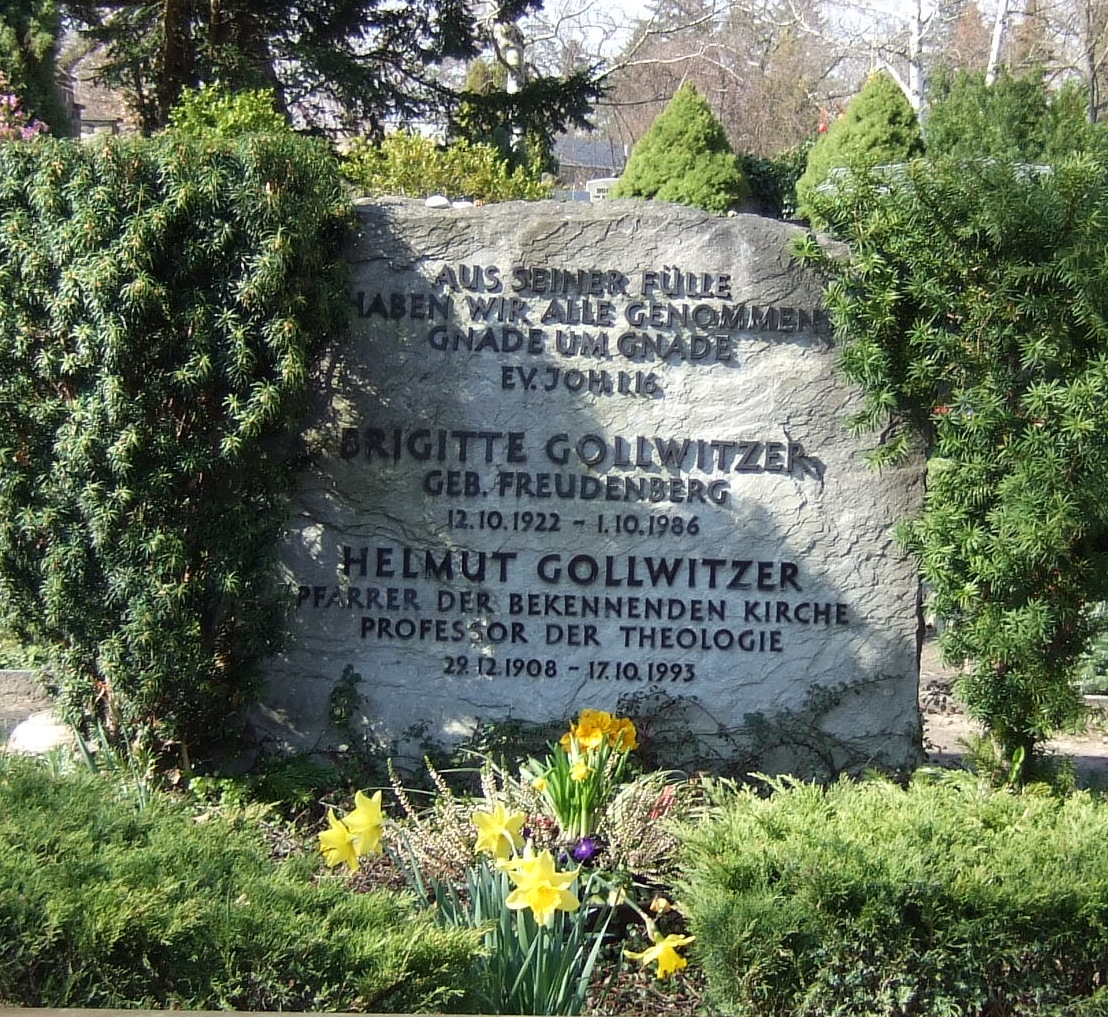

Helmut Gollwitzer (Pappenheim, 29 dicembre 1908 – Berlino, 17 ottobre 1993) è stato un teologo, scrittore luterano tedesco.

## Biografia
Nato in Baviera, figlio del pastore luterano Wilhelm Gollwitzer e fratello del pittore e grafico Gerhard Gollwitzer (1906-1973), studiò Teologia protestante a Monaco, Erlangen, Jena e Bonn (1928-1932), con i teologi Georg Merz, Paul Althaus, Friedrich Gogarten ed, in particolare, Karl Barth.
Con l'avvento del regime nazista, a partire dal 1933 fu esponente di spicco della Bekennende Kirche (Chiesa confessionale), un movimento di opposizione al tentativo di controllo della Chiesa luterana da parte del regime. 
Nel 1937 consegue il dottorato a Basilea con il lavoro Coena Domini: die altlutherische Abendmahlslehre in ihrer Auseinandersetzung mit dem Calvinismus. Nello stesso anno subentra nel ruolo di pastore della congregazione di Berlino-Dahlem, dopo l'arresto di Martin Niemöller. Collegato a figure di spicco della resistenza al nazismo, subì svariati arresti.
Durante la seconda guerra mondiale prestò servizio come paramedico sul Fronte orientale. Caduto prigioniero dei sovietici nel 1945, fu liberato nel 1949. Da questa esperienza nasce il libro ... und führen, wohin du nicht willst ? (1951), che raggiungerà un notevole successo in Germania e verrà tradotto in molte lingue.
Nel 1951 sposò Brigitte Freudenberg.
Fu professore ordinario di Teologia sistematica all'università di Bonn dal 1950 al 1957. Successivamente ha ottenuto la cattedra di Teologia protestante presso la Università libera di Berlino.
Nel 1961 l'università di Basilea lo scelse per la successione alla cattedra di Teologia sistematica di Karl Barth, ma poi le autorità di Basilea posero il veto alla candidatura.
Ritiratosi dall'insegnamento nel 1975, continuò la sua attività di divulgatore.

## Pensiero
La teologia di Gollwitzer lo portò, nel corso degli anni, ad esprimersi spesso in una forte critica del sistema capitalistico, dimostrando, in talune sue posizioni, affinità col socialismo. Nel contempo sviluppò un forte atteggiamento anti-militarista, che lo portò a denunciare pubblicamente la guerra del Vietnam.
Fu molto vicino al movimento studentesco del '68 (fu amico del leader degli studenti Rudi Dutschke (1940-1979)), sempre sensibile ai temi di giustizia economica globale.
Per il suo impegno deciso a favore della pace e dell'umanità, è stato insignito di numerosi premi, tra cui la medaglia "Buber-Rosenzweig" (1973), la medaglia "Carl von Ossietzky" della Lega internazionale per i diritti dell'uomo (1983) e la medaglia "Ernst Reuter" (1989).